# Garden Battery

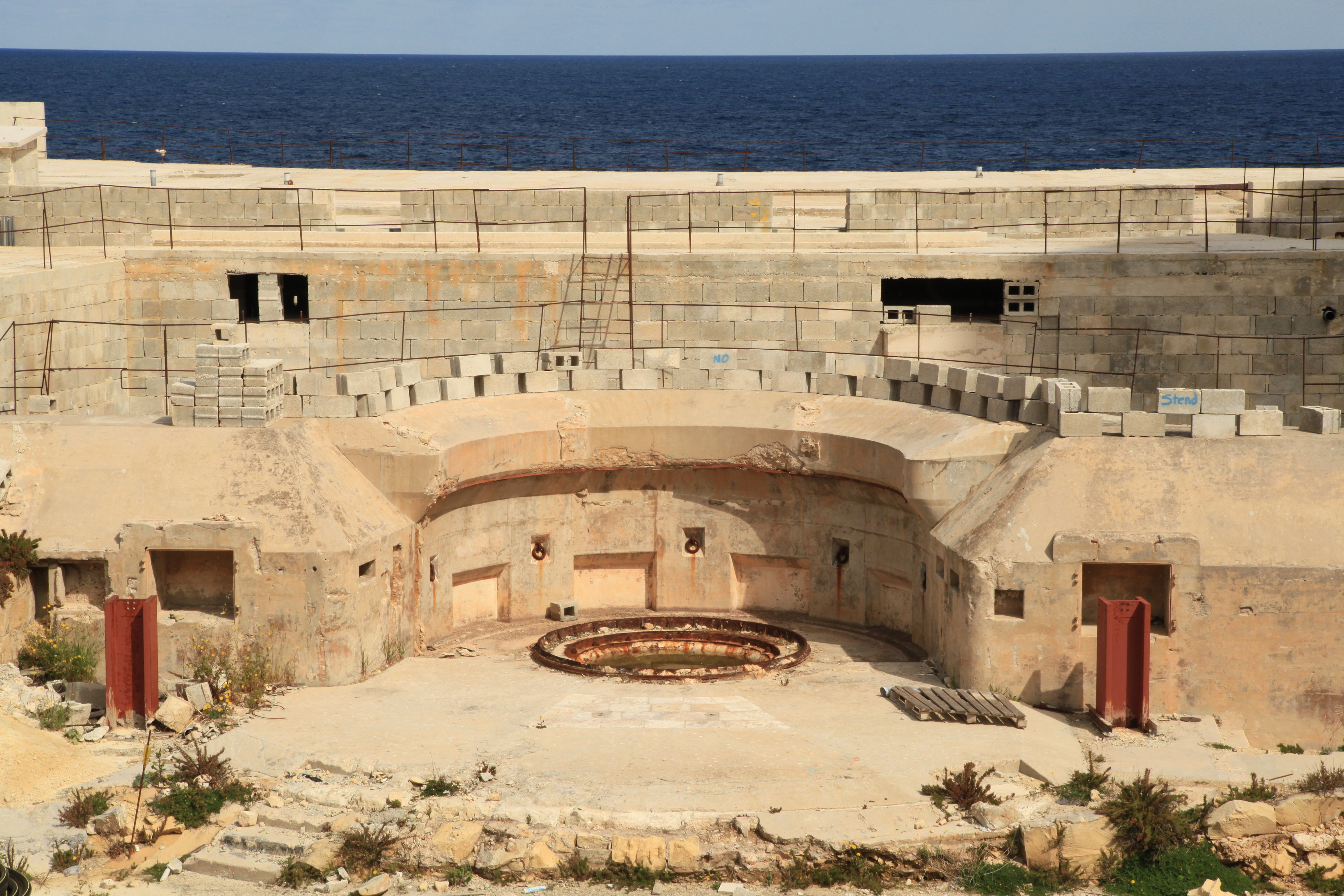
Garden Battery

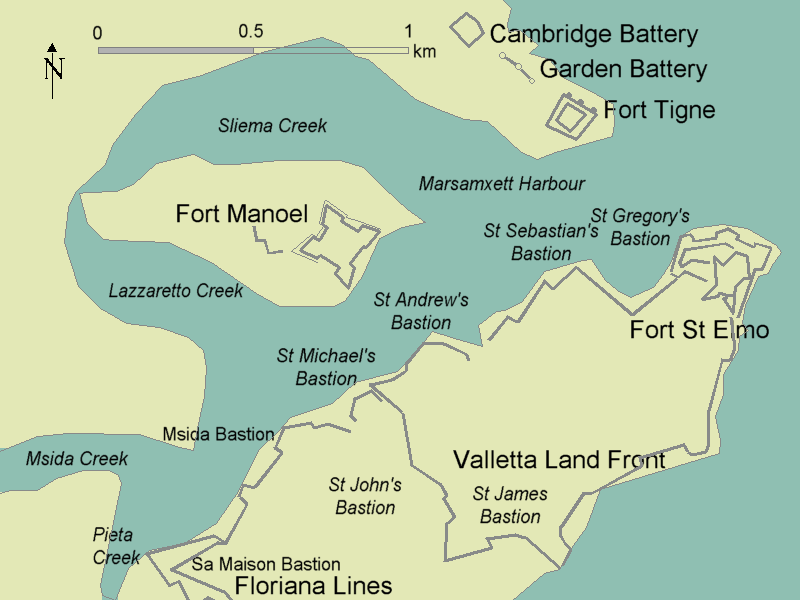
Britische Küstenbefestigungen auf Malta, Marsamxett Harbour, Skizze

Die Garden Battery ist eine Befestigungsanlage auf Malta. Sie wurde 1890/91 zur Zeit der britischen Herrschaft über die Inseln erbaut. Sie befindet sich an der Nordostküste auf der Dragut's Point genannten Landzunge nördlich der Einfahrt des Marsamxett Harbour zwischen Fort Tigne und der Cambridge Battery.

## Vorgeschichte

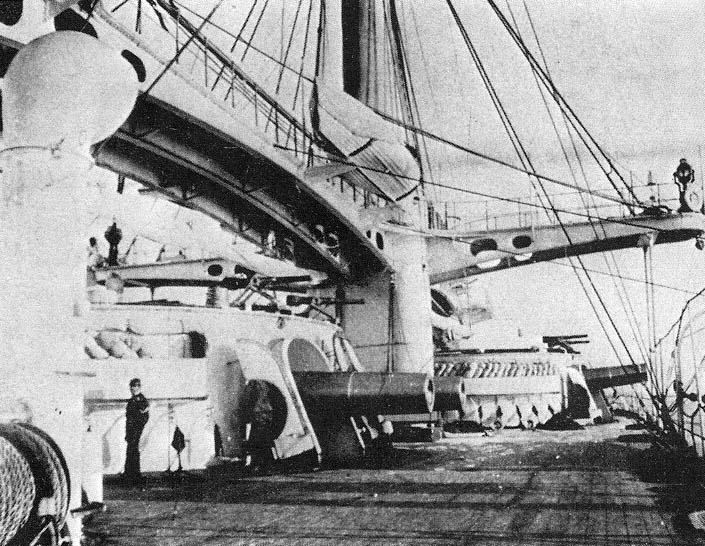
Schlachtschiff Duilio, Regia Marina Italia

Unmittelbar nach der Übernahme der Inseln durch die Briten im Jahre 1800 wurden die vom Johanniterorden erbauten Befestigungen nahezu unverändert genutzt. Im Einklang mit den damaligen militärtheoretischen Vorstellungen wurde die im Mittelmeer operierende Royal Navy als zuverlässigster Schutz gegen eine Invasion der Inseln angesehen. Die Situation änderte sich jedoch mit der Zusammenfassung der Flotten Sardiniens, der Bourbonen, Siziliens und des Kirchenstaates am 17. November 1860 und der Gründung der Regia Marina Italiana am 17. März 1861. Die einsetzende Aufrüstung der italienischen Flotte wurde von den Briten als Bedrohung ihrer beherrschenden Rolle im Mittelmeerraum empfunden. So legte die Regia Marina 1873 die Schlachtschiffe Caio Duilio und Enrico Dandolo auf Kiel. Ausgerüstet mit je vier 450 mm-Kanonen und stark gepanzert, waren sie mit maximal 15 Knoten schneller als die britischen Schiffe jener Epoche. Gleichzeitig wurde durch die Einführung Granaten verschießender Kanonen die Artillerie revolutioniert.
Die sich abzeichnende Entwicklung machte deutlich, dass die Befestigungen auf Malta verstärkt werden mussten. Zum damaligen Zeitpunkt war Malta nach dem Suezkanal die wichtigste britische Flottenbasis im Mittelmeer. Dabei hatte die Sicherung der Zugänge zu den Häfen mit der Rinella und Cambridge Battery und der Verstärkung der Befestigungen im Gebiet des Grand Harbour zunächst höchste Priorität.
Obwohl die in der Cambridge Battery stationierte 450-mm-Kanone die größte Artilleriewaffe ihrer Zeit war, genügte sie sehr bald den gestiegenen Anforderungen nicht mehr. Die zunehmende Panzerung der Kriegsschiffe erforderte eine höhere Durchschlagskraft, das Aufkommen kleinerer und schneller Schiffstypen eine höhere Kadenz. Die effektive Kampfentfernung war ebenfalls unzureichend. Daher mussten die Befestigungsanlagen Maltas erweitert werden. Da die Cambridge Battery genau auf die 450 mm-Kanone zugeschnitten war und Fort Tigne einen Bau aus der Zeit der Johanniter darstellte, der nur begrenzt erweitert werden konnte, kam auf der Halbinsel Tigne nur der Bau einer neuen Batterie zwischen diesen beiden Befestigungen in Frage.
Im Jahr 1885 wurde der Bau einer Batterie an dieser Stelle erstmals vorgeschlagen. Die Batterie sollte mit einer BL 13.5 inch gun, zwei BL 10 inch gun und zwei BL 6 inch gun ausgerüstet werden. Die Planungen wurden jedoch nicht umgesetzt.

## Aufbau
Der Bau der Batterie begann im April 1889. Sie wurde am 14. Dezember 1894 fertiggestellt. Die Kosten beliefen sich auf £ 7.806.
Die Garden Battery wurde aus Stahlbeton errichtet, dabei sollen die Umfassungsmauern von Fort Tigne bis zur Cambridge Battery gereicht haben. Zumindest eine Verbindung zur Cambridge Battery konnte auf alten Karten nachgewiesen werden. Unmittelbar hinter der seeseitigen Mauer der Batterie wurden drei Feuerstellungen angelegt. Zwei Feuerstellungen für je eine 6-inch-Kanone lagen ca. 120 m auseinander, dazwischen wurde mittig die Feuerstellung für eine 9.2-inch-Kanone errichtet. Zwei Gräben, einer in feindwärtiger Richtung unmittelbar vor den Geschützstellungen, einer unmittelbar hinter ihnen, schützten die Batterie und verbanden die vorhandenen Gräben der Cambridge battery und von Fort Tigne. Die Anordnung dieser Gräben war ungünstig, da diese nicht durch flankierendes Feuer geschützt waren und ein in die Gräben eingedrungener Gegner in die Grabensysteme der benachbarten Festungen vordringen konnte.
Nach der Errichtung kam in der Batterie eine BL 9.2 inch gun zum Einsatz. Dabei handelt es sich um die damals modernste Hinterladerkonstruktion mit einer Reichweite von 26.700 m. Das Geschütz war zum Kampf gegen größerer Seeziele bestimmt. Ergänzt wurde die Bewaffnung durch zwei BL 6 inch guns. Mit einer Reichweite von ca. 9.100 m waren sie für den Kampf gegen kleinere und schnellere Seeziele bestimmt. Alle Geschütze wurde auf einer Gelenklafette montiert, die ein Nachladen unter Panzerschutz ermöglichte. Im Juli 1906 wurde die Umrüstung der Batterie auf zwei BL 9.2 inch gun vorgeschlagen, diese Pläne gelangten jedoch nicht zur Ausführung. Bereits im Jahr 1907 wurde die Bewaffnung wieder demontiert, als die Bewaffnung in Fort Tigne von älteren Vorderladern auf zwei moderne BL 9.2 inch umgestellt wurde.

## Nutzung im Zweiten Weltkrieg
Ab 1937 wurde eine Flugabwehreinheit zur Luftverteidigung des Marsamxett Harbour in der Batterie stationiert. Dabei handelt es sich um die 5. Batterie des 2. schweren Flakregimentes (HAA Rgt - Heavy Anti Aircraft Regiment) der Royal Malta Artillery. Ausgerüstet war sie mit vier schweren Flakgeschützen 3" 20cwt. Diese Waffe wurde 1914 entwickelt und war während des Ersten Weltkrieges die Standardbewaffnung der schweren britischen Flugabwehrbatterien. Zu Beginn des Zweiten Weltkrieges waren noch rund 500 dieser Waffen vorhanden und kamen zum Einsatz. Bei einer Kadenz von 16- 18 Schuss je Minute konnten Ziele bis zu einer Flughöhe von ca. 5.000 m bekämpft werden. Im Jahr 1943 wurden die Waffen demontiert und eine Scheinstellung in der Batterie eingerichtet.

## Nutzung nach dem Zweiten Weltkrieg
Nach dem Ende des Zweiten Weltkrieges wurde die Batterie demilitarisiert und der zivilen Nutzung übergeben. Da sich das Bewusstsein für das militärische Erbe aus der britischen Periode der Insel erst ab der Jahrtausendwende entwickelte, wurde die Batterie wie die meisten militärischen Anlagen aus dieser Zeit unangebracht genutzt und teilweise tief in die vorhandene Bausubstanz eingegriffen. Die meisten Bauten der Batterie wurden zerstört, lediglich die Geschützstellungen und Teile der seeseitigen Umfassungsmauer blieben erhalten. Durch die Bebauung wurde der Charakter der Halbinsel tiefgreifend verändert.
Die vorhandene Bebauungsplanung sieht einen Erhalt von Fort Tigne und der Garden Battery und ihre Integration in die Neubebauung vor.